# Nacella mytilina
Nacella mytilina es una especie de molusco gasterópodo de la familia Nacellidae.

## Distribución geográfica
Se distribuye por la Provincia de Magallanes (Chile), desde Isla Guarello a través del Estrecho de Magallanes y Cabo de Hornos, mientras que del lado Argentino, por la costa patagónica hasta la desembocadura del río Santa Cruz. También se las encuentra en las islas Malvinas y las Islas Kerguelen.
Vive hasta una profundidad de unos 30 m, generalmente asociada a bosques de cachiyuyo (Macrosystis pyrifera).

## Descripción
La concha tienen forma cónica, oblicua y comprimida lateralmente, y es fina y frágil. El ápice o ápex se presenta dirigido anteriormente y curvado hacia el borde, obtuso. La pendiente anterior es cóncava y la posterior y lateral convexa. Presenta unas pocas costillas radiales, que son más visibles en al zona anterior. Tiene coloración exterior crema anaranjada, con tonos más oscuros hacia el margen. El interior es sencillo, con coloración blanca nacarada.

## Usos en el pasado por las poblaciones humanas
Si bien no fue una especie empleada por las poblaciones patagónicas del pasado, se han encontrado algunos pocos ejemplares en concheros de la costa de Santa Cruz. Su presencia en los mismos se interpreta como parte del acarreo no intencional al recolectar otras especies consumidas, como Nacella magellanica, Mytilus chilensis o Aulacomya atra. Como tal, se las denomina fauna acompañante.